# Kicking Horse
Kicking Horse – jednostka osadnicza w Stanach Zjednoczonych, w stanie Montana, w hrabstwie Lake.